# Julelys
Julelys er en fællesbetegnelse for alle de lys, der hører julen til. Og da julen også er en lysfest findes der mange udgaver af julelys.
I Danmark er de almindeligste julelys nok lysene på juletræet juleaften. De senste årtier er juletræslysene i de fleste hjem udskiftet med elektriske indendørs lyskæder grundet brandfaren, men mange steder holdes der stadig fast i den gamle tradition med levende lys på juletræet. De små juletræslys er normalt røde eller hvide, men fås også i andre farver f.eks. guld og sølv. Lysene sættes fast på træet med dertil indrettede lysholdere – enten i form af mere eller mindre kunstfærdige klemmer, der sættes fast på grenene eller i form af små kroge der kan hænges på grenene som holder balancen ved hjælp af en lang stang med en modvægt under selve lysholderen.
Når alle lysene tændes samtidigt på træet, stråler og glitrer det i stuen og en duft af gran og stearin breder sig (i uheldigere tilfælde også en stank af branket juletræspynt!). Når lysene tændes på juletræet er det signal til at dans og sang om juletræet kan begynde og herefter kommer julegaveuddeling og især gaveudpakning. Det er nok denne begivenhed – når juletræslysene tændes og forventningen om den kommende gaveudpakning kan ses i børnenes ansigter – der har givet navn til udtrykket: At få julelys i øjnene. Udtrykket betyder, at man ser frem til noget bestemt; ser mulighed for noget stort.
Ud over juletræslysene findes naturligvis også kalenderlyset, der brændes ned gennem hele december med en nedtælling af dagene til juleaften angivet i stearinen. Mange hjem har ud over kalenderlyset flere juledekorationer med levende lys og de fleste familier laver også deres egen adventskrans. Kransen er traditionelt udstyret med fire lys, hvor der gradvist tændes flere og flere lys alt efter hvor mange søndage der er tilbage til jul. Til Luciadag den 13. december bærer luciabrudene lys – ofte som en lyskrans på hovedet, og som en lysbuket i hånden.
De senere år er det blevet mere og mere populært i Danmark at dekorere med julelys udendørs. Elektriske lyskæder til brug udendørs findes i mange variationer, i mange farver og med eller uden blink. De fleste nøjes med en enkelt eller to lyskæder med hvidt lys viklet om et par buske i forhaven. Men oftere og oftere ses også hele huse pyntet med lys og figurer. Mange butikker betaler ind til en fælles julelyskasse, hvorfra der betales til juleudsmykning med opsætning af elektrisk lys og guirlander i hele gaden i julemåneden.